# جورج إس. كوبر
جورج إس. كوبر (بالإنجليزية: George S. Cooper)‏ هو مهندس معماري أمريكي، ولد في 14 ديسمبر 1864 في واشنطن العاصمة في الولايات المتحدة، وتوفي في 1929.